# Stickman Records
Stickman Records ist ein Hamburger Independent-Label, das 1994 gegründet wurde.

## Geschichte
Ursprünglich in Nürnberg zuhause, war anfangs der einzige Zweck, die musikalischen Erzeugnisse der norwegischen Band Motorpsycho zu vertreiben und zu vermarkten. Stickman wurde von der Band zusammen mit Rolf und Jeanette Gustavus gegründet. Im Laufe der Jahre kamen andere Künstler hinzu, die aber alle zuerst von Motorpsycho selbst für geeignet befunden werden mussten. Zwei Jahre nach der Gründung des Labels wurde ein Sublabel namens Sticksister eingerichtet, das sich mehr an moderne Musik (etwa Indie-Rock oder Emo) richtete, da beim Hauptlabel ein Hang zu „Retro“-Bands besteht. Hier fand etwa die Band Slut ein Sprungbrett in die Major-Musikindustrie.
Rolf und Jeanette betreiben auch einen Mailorder und Demobänder werden jederzeit akzeptiert und angehört. Jedoch suchen sie nicht aktiv nach neuen Bands, da sie mit dem Status als kleine Plattenfirma, die gute alternative Musik unter die Leute bringt sehr zufrieden sind. Und nach wie vor haben Motorpsycho bei einem Signing das letzte Wort.
Stickman-Veröffentlichungen werden in Deutschland von Soulfood vertrieben.

## Bands

### Stickman Records
Motorpsycho, The International Tussler Society, Håkon Gebhardt, Isolation Years, The Soundtrack of Our Lives (nur Vinyl), HGH, 35007, Anekdoten, The Wedding Present, Alabama Kids, Black Cap, Elder, Favez, HGH, Monkey3, Mos Generator

### Sticksister Records
KVLR, Brazen, Favez, Cosmic Casino, The Sad Riders, Monochrome

### Ehemalige Bands
Dipsomaniacs, Fireside, Gore Slut, Locust Fudge, Mustang Ford, Prime Sinister (die ehem. Band von Co-Label-Chefin Jeanette Gustavus), Reiziger, Slut